# 天主教伍斯特教区
天主教伍斯特教區（拉丁語：Diocesis Wigorniensis）是美國一個羅馬天主教教區，屬波士頓總教區。1950年1月14日成立。
範圍包括馬薩諸塞州伍斯特縣，教座位於縣治伍斯特。2010年有教友392,404人、116個堂區、281名司鐸。現任教區主教為羅伯特·若瑟·麥曼努斯。